# Rakovica község
Rakovica község (románul: Comuna Racovița) község Temes megyében, Romániában. Központja Rakovica, beosztott falvai Drágonyfalva, Feketeér, Hattyas, Keped, Szirbova.

## Népessége
A 2011-es népszámlálás adatai alapján a község népessége 3168 fő volt.